# Birmania en los Juegos Olímpicos de la Juventud 2014
Birmania participara en los Juegos Olímpicos de la Juventud 2014.

## Atletas
| Disciplina             | Deportistas |
| Vela                   | 1           |
| Levantamiento de pesas | 1           |
| TOTAL                  | 2           |